# 图拉罗泰县
圖拉羅泰縣（英語：Tualatai County）是構成美屬薩摩亞西區的五個縣之一。
圖拉羅泰縣第一次的人口紀錄始於1912年的特別人口普查。從1920年開始，每十年進行一次定期人口普查。
圖拉羅泰縣轄下有富蒂加、伊圖奧、塔普蒂姆、瓦洛阿泰四個村莊。